# تام مک‌گیلیس

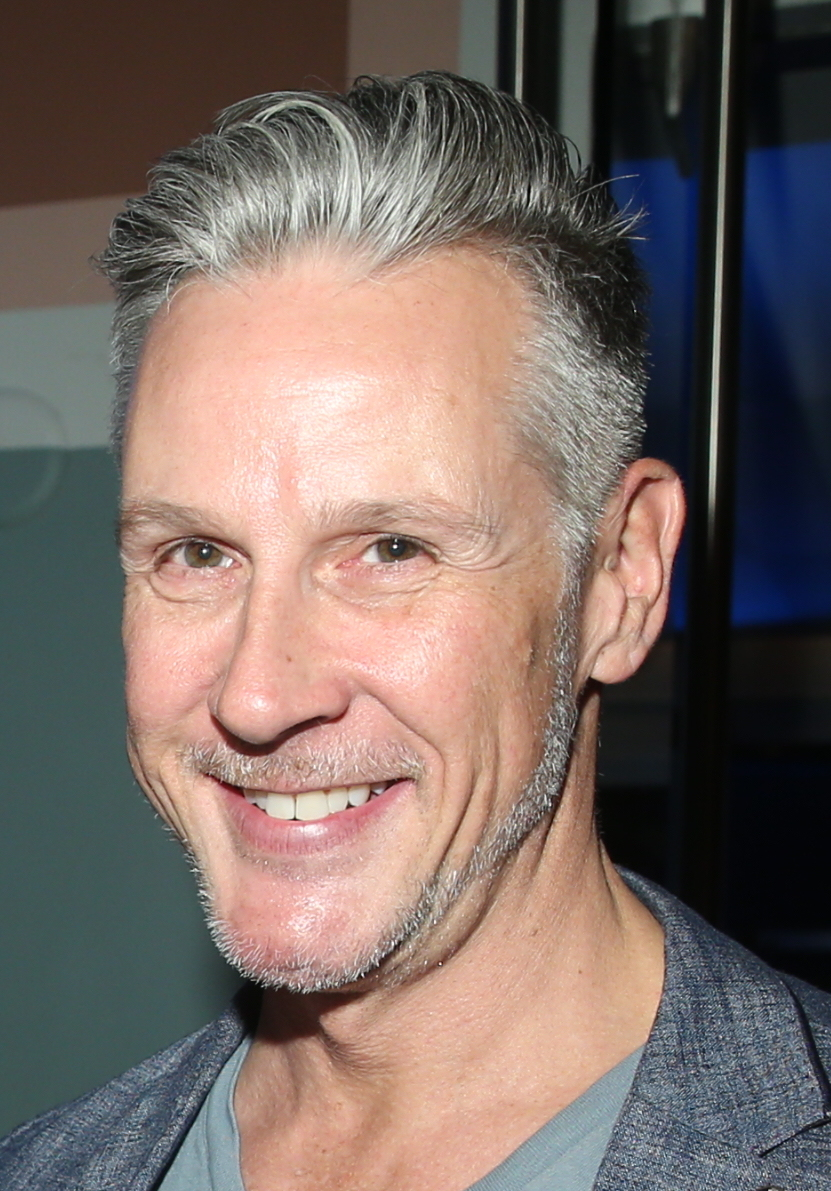
تام مک‌گیلیس

تام مک‌گلیس رئیس شرکت فرش تی‌وی می‌باشد. که همراه با دستیارش جنیفر پرتش در این شرکت مشغول به کار است. او مدیر اجرایی مجموعه‌های پویانمایی ۶ نوجوان، جزیره آرزوها و آرزوهای مهیج می‌باشد. همچنین تهیه‌کننده مشترک مجموعه تلویزیونی جهنم افروخته می‌باشد.